# Rogelio Tapia
Rogelio Tapia (Lavadores, Galicia, 1903-10 de enero de 1986) fue un futbolista español que jugaba en la demarcación de delantero.

## Trayectoria
Jugó en el Real Club Fortuna de Vigo hasta que la fusión de este con el Real Vigo Sporting Club dio lugar al Real Club Celta de Vigo pasando a la disciplina del mismo. Jugó en el equipo celeste durante siete temporadas anotando 119 goles en 113 partidos oficiales, cuarto máximo goleador histórico del club —con una media de 1,05 goles por partido—, por detrás de Iago Aspas, Ramón Polo y Manuel Copena Nolete.
Curiosamente, en el acta de su debut el nombre de Rogelio aparece en la alineación junto a Luis Pasarín en la defensa, en el siguiente partido figura en el mediocampo junto a Bienvenido y a Balbino Clemente, y a partir de ese momento ya se le asociará solo con la posición de ariete.
Rogelio también ostenta el récord de jugador del Celta con más goles en un solo encuentro, consiguiendo 8 goles el 17 de enero de 1926 en la victoria por 15-0 del Celta ante el Unión Sporting.
Como delantero vistió en varias ocasiones la camiseta de la selección gallega antes de la Guerra Civil. Concretamente disputó un encuentro amistoso contra la selección castellana el 28 de julio de 1929, la alineación del equipo estaba formada por: Isidro Rodríguez, Manolín, Luis Pasarín; Pepe Hermida, Rivera, Basterrechea; Luciano Reigosa, Hilario, Ramón Polo y Pérez. Ese partido terminaría con empate a 0.
Su mejor año en el Celta fue la temporada 1926-27, en la que anotó 36 goles en 23 encuentros.
Rogelio dejó el Celta en 1932, pero aún jugó una temporada en el Unión Sporting Club de Lavadores.

## Estadísticas

### Clubes
Datos actualizados a fin de carrera deportiva. Datos de Liga Maximalista contabilizados.
| Real Club Celta | 1925-26       | 3.ª           | Inexistente | Inexistente | 8  | 7  | 8  | 14 | 16  | 21  | 1.31 |
| Real Club Celta | 1926-27       | 3.ª           | Inexistente | Inexistente | 9  | 12 | 14 | 24 | 23  | 36  | 1.57 |
| Real Club Celta | 1927-28       | 2.ª           | 7           | 2           | 10 | 15 | 4  | 1  | 21  | 18  | 0.86 |
| Real Club Celta | 1928-29       | 2.ª           | 12          | 7           | 3  | 3  | 3  | 4  | 18  | 14  | 0.78 |
| Real Club Celta | 1929-30       | 3.ª           | -           | -           | 2  | -  | 7  | 11 | 9   | 11  | 1.22 |
| Real Club Celta | 1930-31       | 3.ª           | 6           | 7           | 1  | 1  | 7  | 3  | 14  | 11  | 0.79 |
| Club Celta | 1931-32       | 2.ª           | 7           | 2           | 5  | 6  | -  | -  | 12  | 8   | 0.67 |
| Total Celta | Total Celta   | Total Celta   | 32          | 18          | 38 | 44 | 43 | 57 | 113 | 119 | 1.05 |
| U. S. Club | 1932-33       | 3.ª           | ?           | ?           | -  | -  | ?  | ?  | 0+  | 0+  | 0    |
| Total carrera | Total carrera | Total carrera | 32          | 18          | 38 | 44 | 43 | 57 | 113 | 119 | 1.05 |
| (1) No existía el Campeonato de Liga (1920-27). Club de 1.ª categoría por la Federación Gallega de Football. (2) Incluye datos de la Copa de España (1920-35). (3) Incluye datos del Campeonato de Galicia (1920-35); Superregional Astur-Galaico (1934-35). (4) No incluye goles en partidos amistosos. |               |               |             |             |    |    |    |    |     |     |      |